# Eternos (The Sandman)
Los Eternos o Los Sin Fin (Endless en inglés) son personajes creados por Neil Gaiman para su historieta The Sandman, publicada por Vertigo Comics entre 1988 y 1995. Son los Hermanos de Sueño de los Eternos, aspectos inmortales de eventos cruciales del universo. Son siete, y se dice que vivirán hasta el fin de los tiempos, cuando Muerte cierre el universo. Originalmente en inglés, todos sus nombres comienzan con D.

## Origen
El origen y la naturaleza exacta de los Eternos es desconocida. Sólo se dan pocas pistas a lo largo de la saga para determinar el porqué de la existencia de los mismos. Ellos parecen ser fuerzas de la naturaleza, que se revelan en un aspecto comprensible para los seres vivos. En algunas ocasiones, se los ha descrito como "una creación de la conciencia de los seres vivos", con respecto a su pensamiento sobre el universo, pero otras veces se considera que están desde antes que los mismos.
Los eternos son tan antiguos como los conceptos que los representan. Se dice de ellos que son más antiguos que las hadas, los dioses y otros seres sobrenaturales. Su edad exacta nunca es determinada, pero aparentemente son más antiguos que la vida en la tierra misma. Se sabe que se han manifestado a civilizaciones alienígenas mucho antes de que existiera la creación de la tierra en el universo de The Sandman (que está basado originalmente en el Universo DC).
En The Sandman #5, "Pasajeros", Sueño es reconocido por el Detective Marciano como L'zoril, el dios del Sueño del antiguo Marte, así como en el capítulo de "Noches Eternas" "Sueño: El Corazón de una Estrella", que toma lugar mucho antes de que el Sol de la Tierra "despierte" a la vida. Sueño dice en The Sandman #16 (Tomó Casa de Muñecas) que una vez un mundo se perdió por un vórtice de sueños. Muerte asegura que ella estaba allí mucho tiempo antes de que la primera criatura viva apareciera, y Destino dice que Sueño dio a la Tierra el sueño primordial que le permitió sustentar vida. Sueño, de acuerdo con Abel, fue creado poco tiempo después de Muerte (eternos), ya que las criaturas vivas pueden morir antes de soñar.
Una de las pocas referencias de cualquier tipo acerca de los progenitores de los Eternos se da en The Sandman #70 (parte de "El Velatorio"), cuando una conciencia en la Necrópolis de Litharge que guarda los signos de cada uno de los Eternos solloza "como una madre lamentándose por un hijo difunto."

## Descripción
Cada uno de los eternos es particular, y tiene su propia apariencia. No obstante, al menos dos tienen propiedades mórficas, cambiando de aspecto según su intención.

### Signos y Reinos
Cada uno de los eternos tiene un signo mediante el cual puede ser convocado desde la galería de sus hermanos, y que lo identifica de los demás. Los signos son una espada, un ankh, un yelmo, un corazón, un anzuelo, y un libro. El signo de Delirio es desconocido, en el lugar en el que debería estar se arremolinan vapores de colores.
A su vez, cada uno de los Eternos tiene un Reino, planos elementales en los límites del universo físico, que gobierna como una extensión de su ser. Estos reinos son visitados por los mortales a lo largo de sus vidas, pero el único que aparenta tener habitantes autodeterminados es el Sueño, que está lleno de criaturas, aparentemente porque Sueño se sentía solo y quería compañía.
Cada uno de los Reinos tiene una Galería, en la cual hay cuadros con los signos de los demás eternos, a partir de los cuales cada uno puede llamar a los demás, y de alguna forma pueden indicar el estado de cada uno.
- Dream: El de Sueño es el más detallado de los reinos de los Eternos, y en él transcurren muchas de las historias de The Sandman. Está poblado de criaturas fantásticas, tales como monstruos mitológicos, muñecos, pesadillas, o animales parlantes. Su Corazón es el Castillo de Sueño, donde se encuentra la residencia de Morfeo y la Biblioteca, repleta de libros pensados y nunca llevados a cabo, así como también tomos fantásticos y de ocultismo, aunque también está el Campo del Violín como corazón del Sueño. Otros de los paisajes habituales son los Fiordos, islas de ensueño privadas en los márgenes del Reino, las casas de Caín y Abel, vecinas entre sí, la cueva de Eva, y los campos de la lujuria.
- Death: El reino de Muerte es notoriamente sencillo, tal y como se lo ve en "La canción de Orfeo". Es un lugar moderno, con un sillón, peces, lámparas una foto de los eternos, y una colección de sombreros. Como los reinos de los demás eternos, es mutable y cambia según la percepción de sus visitantes, ajustándose además a los deseos de Muerte.
- Desire: El reino de Deseo se ve por primera vez en "Casa de Muñecas". Es una enorme estatua dorada de Deseo, surcada por nubes. Deseo habita en su corazón, grande como varias catedrales.
- Despair: El reino de Desespero es nebuloso y vacío. Su única posesión son numerosos espejos a través de los cuales se conecta con el mundo de la Vigilia. Por este reino corren ratas enormes que siguen a desespero.
- Destiny: El reino de Destino es un jardín con senderos innumerables que se bifurcan entre sí. El único que puede recorrerlos todos es destino, quien siempre está leyendo su libro. Se dice que toda la creación es el jardín de destino. Cada persona elige su paso, y con cada decisión que toma se pierde más en el laberinto. Esta idea está notoriamente inspirada en el cuento de Borges "el Jardín de los Senderos que se Bifurcan".
- Delirium: El reino de Delirio es una masa caótica de colores, que cambia de forma constantemente, y que posee numerosas voces hablando a la vez. En el centro del Reino hay un reloj de arena que dice "Tempus Frangit", que quiere decir "Tiempos de Descanso" en latín. Es un reino peligroso donde cualquier persona puede quedar atrapada sin saberlo.
- Destruction: El reino de Destrucción sigue adelante sin que éste lo gobierne después de su partida, y nunca se lo muestra en las historias.

### Los Siete
1. Destino: El mayor de los Eternos, es la representación de todo lo que es, lo que fue y lo que será. Suele verse como un monje antiguo cargando un libro encadenado a su brazo. Nunca se le ve el rostro. Su signo es el libro que porta.
2. Muerte: La segunda de los Siete, representa la muerte y el paso al más allá. Se supone que será la última en abandonar el universo, siendo la encargada de llevar lo último a través de las puertas. Viste como una chica gótica y generalmente tiene muy buen humor. Su signo es un Ankh, y es uno de los personajes más queridos por Gaiman, al punto de haber hecho luego varios especiales con ella como motivo.
3. Sueño: La encarnación del Sueño, vive en su reino mutable lleno de criaturas independientes de él mismo. Se ve como un hombre alto, delgado y pálido con ojos oscuros pero con puntos luminosos en su centro. Es el protagonista de la serie, aunque no de todas sus historias, y el tercero de los hermanos. Su signo es su yelmo, construido con la calavera y la espina dorsal de un antiguo dios que quiso usurpar su reino.
4. Destrucción: La representación del cambio, y de la destrucción necesaria para la creación y la vida. Suyo es el reino de la realidad física y de la lógica, así como el precursor de Muerte. Abandonó su reino hace trescientos años, provocando un gran disturbio entre los Eternos. Aparece como un hombre grande y pelirrojo, a veces con barba, y generalmente muy bien armado cuando ejercía su función. Luego suele aparecer como un errabundo pelirrojo de pelo largo. Su signo es la espada.
5. Deseo: Deseo es la encarnación de todo lo que se desea, desde el amor y la lujuria hasta el alimento. En la historieta, es un andrógino atractivo y delgado, con ojos leonados. Es un personaje peligroso, gemelo de Desespero, y enemistado con Morfeo desde que Deseo incitara la pasión entre Killala y la Luz de Oa, su sol. Su signo es un corazón.
6. Desespero: Desespero es la hermana melliza de Deseo, reina de su propio territorio hecho de espejos. Es la encarnación de la Desesperación y la angustia, lo que queda cuando el deseo pasa o no es alcanzado. Desespero se ve como una mujer muy gorda, desnuda y con dientes afilados de color blanco. Su signo es un anzuelo, que suele clavarse en sí misma para dejar correr la sangre.
7. Delirio: La menor de los eternos, antiguamente fue Delicia. Es la encarnación de la locura y la falta de sentido. Ha sufrido mucho (aunque nunca se explicita por qué) y cambió hacia la locura. Se supone que sabe muchas cosas, más incluso que Destino, pero el precio que paga es la locura. Su aspecto es el de una niña o adolescente con el cabello mal cortado, con heterocromía (un ojo azul y el otro verde). Luego de Morfeo, es la que tiene el aspecto más variable, muchas veces cambiando de aspecto en dos cuadros sucesivos.

## Poderes
Los eternos son inconcebiblemente poderosos, pues son encarnaciones de fuerzas primordiales del universo. Son más antiguos y poderosos que los dioses mismos, y están sujetos a reglas.
- Son en esencia indestructibles, pues su función debe seguirse ejerciendo en el universo, aunque pueda cancelarse un aspecto de los mismos, tras el cual surgirá otro.
- Pueden viajar entre planos instantáneamente, e invocar a sus hermanos a través de sus signos en sus galerías. Pueden trasladarse a su vez a distintas ubicaciones con mucha celeridad, casi instantáneamente.
- Tienen un total dominio sobre su aspecto físico en particular, aunque rara vez utilizan este poder algunos de ellos.
- Tienen un total control de la fuerza que representan, así como de sus derivaciones. Para cumplir sus propósitos, se sabe también que tiene propiedades generativas, pudiendo crear cosas para sus propósitos. Esto muchas veces se representa en sus reinos, que son mutables a los deseos de sus señores.

El alcance de los poderes de los eternos es inconcebible, y no se muestra en su totalidad en las historietas. Se sugiere que son mucho más vastos que lo que se ven.